# Australotarsius
Australotarsius – rodzaj chrząszczy z rodziny kusakowatych i podrodziny kusaków.

## Taksonomia
Do rodzaju tego należą dwa opisane gatunki:
- Australotarsius grandis Solodovnikov & Newton, 2009
- Australotarsius tasmanicus Solodovnikov & Newton, 2009

Rodzaj i oba zaliczane doń gatunki opisane zostały po raz pierwszy w 2009 roku przez Aleksieja Sołodownikowa i Alfreda Newtona. Gatunkiem typowym wyznaczono A. grandis.
Przypuszczalnie Australotarsius należy do linii ewolucyjnej obejmującej również rodzaje: Anchocerus, Acylophorus, Euryporus i Hemiquedius.

## Morfologia
Chrząszcze o wydłużonym, w całości gęsto oszczecinionym ciele długości od 7,4 do 14 mm. Zaokrąglona głowa ma duże oczy złożone, dobrze wykształcone listewki brzuszno-nasadowe i zapoliczkowe, sięgające do połowy odległości między nasadami żuwaczek a szyją listewki infraorbitalne, natomiast pozbawiona jest listewki zażuwaczkowej. Czułki są oszczecinione, a od czwartego członu także owłosione. Symetryczne żuwaczki mają po zębie na stronach wewnętrznych oraz szeroko osadzone prosteki. Głaszczki szczękowe mają czwarty, ostatni z członów wrzecionowaty i porośnięty delikatnymi szczecinkami. Ostatni człon głaszczków wargowych jest wrzecionowaty z lekko ściętym szczytem i również porośnięty delikatnymi szczecinkami. Szyja jest szeroka.
Tułów ma przedplecze o przednich kątach ku przodowi wystających przed przedpiersie oraz hypomerach ze słabo zesklerotyzowanymi wyrostkami zabiodrowymi. Na tarczce znajdują się dwa poprzeczne żeberka, z których pierwsze przy samej podstawie. Pokrywy mają ostre kąty barkowe, dobrze rozwinięte listewki subbazalne, natomiast pozbawione są listewek na epipleurach. Skrzydła tylnej pary są w pełni wykształcone. Stopy są pięcioczłonowe, w przypadku pierwszej pary o członach od pierwszego do czwartego silnie rozszerzonych, od spodu gęsto porośniętych długimi, białawymi, przylegającymi szczecinkami.
Odwłok niemal na całej długości ma równoległe boki. Ósmy sternit u obu płci jest niezmodyfikowany, zaokrąglony. Dziewiąty sternit samca tylko w części nasadowej jest asymetryczny.

## Rozprzestrzenienie
Owady endemiczne dla Australii, znane z Queenslandu, Nowej Południowej Walii i zachodniej Tasmanii. 